# Acta Eruditorum
Gli Acta Eruditorum (titolo latino, letteralmente "Atti degli eruditi", nel senso di 'pubblicazioni di dotti') sono stati un periodico mensile, pubblicato per un secolo intero, dal 1682 al 1782, in Germania. Furono una delle prime riviste scientifiche di area germanica e il più antico periodico letterario tedesco. Avevano lo scopo di tenere aggiornati sulle ultime scoperte scientifiche e sulle novità librarie di tutta Europa.
Fondato da Otto Mencke e Gottfried Leibniz, il periodico era interamente scritto in latino e conteneva estratti da nuovi scritti, note e recensioni, brevi saggi e trattati, soprattutto sulle scienze naturali e la matematica, ma anche su varie altre discipline quali diritto, storia e teologia. Vi contribuirono numerosi eminenti scienziati dell'epoca, non solo tedeschi, tra i quali, oltre a Leibniz, Bernoulli, Boyle, Eulero, Laplace e Lalande, ma anche umanisti e filosofi come Christian Thomasius e Christian Wolff. Negli Acta apparvero studi di eccezionale importanza, come quello di Leibniz sui fondamenti del calcolo infinitesimale, e la rivista divenne uno dei principali veicoli della comunicazione del sapere durante l'Illuminismo.

## Storia
La rivista fu fondata a Lipsia nel 1682 dall'erudito Otto Mencke - che ne fu il primo direttore - e dal matematico e scienziato Gottfried Leibniz, con gli auspici del Collegium Gellianum e il sostegno del principe elettore di Sassonia, e fu pubblicata a Lipsia dall'editore Johann Friedrich Gleditsch.
Il modello adottato era lo stesso del francese Journal des savants e del Giornale de' Letterati italiano.

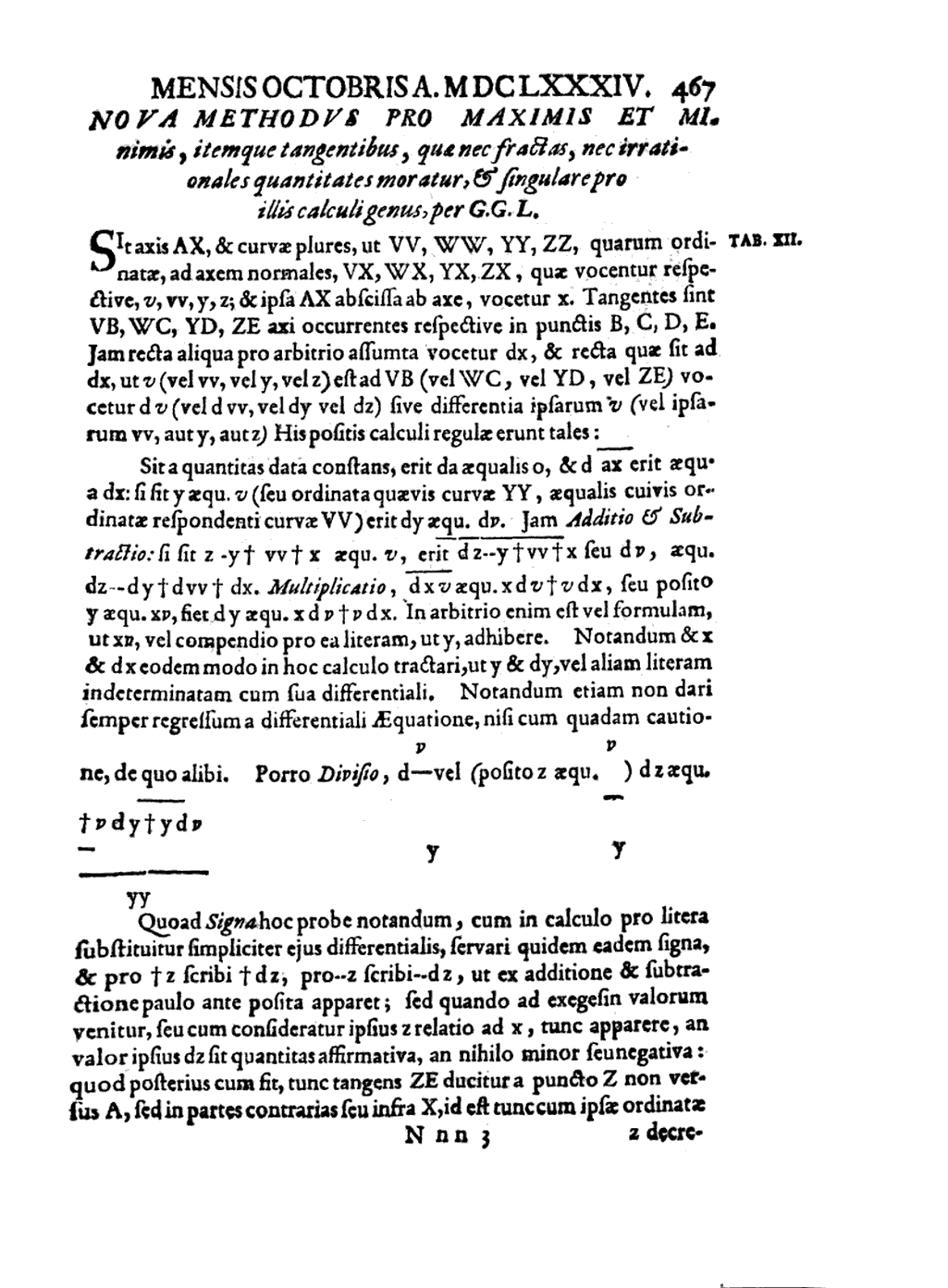
Incipit di Nova Methodus pro maximis et minimis di Leibniz, Acta Eruditorum, 1684

Gli autori non erano scelti solo tra gli studiosi tedeschi, ma tra i maggiori scienziati di tutta Europa. Nel primo volume furono pubblicati, tra gli altri, articoli di Boyle, Leeuwenhoek, Leibniz e Jakob Bernoulli. Tra i successivi contributi - alcuni postumi - quelli di Huygens, Halley e Cartesio. Negli Acta apparvero di conseguenza studi di eccezionale importanza.
Ad esempio è nel numero di ottobre 1684 degli Acta che Leibniz pubblicò il suo Nova Methodus pro maximis et minimis, itemque tangentibus, et singulare pro illis calculi genus; oltre alla soluzione definitiva del problema delle tangenti, Leibniz inaugurò il calcolo integrale per la soluzione del celebre problema posto da Florimond de Beaune a Cartesio: "Trovare una curva la cui sottotangente sia costante".
Nel 1685 il matematico polacco Adam Adamandy Kochański pubblicò negli Acta il più noto dei suoi lavori, Observationes Cyclometricae ad facilitandam Praxin accommodatae, dedicato al problema della quadratura del cerchio.
Giambattista Vico pubblicò nel 1729 Vici Vindiciae in risposta alle critiche rivolte alla prima stesura della sua Scienza Nuova che erano comparse, in forma anonima, sulle colonne del numero di agosto 1727 degli Acta.
Mencke manteneva una corrispondenza con Isaac Newton. La disputa tra Newton e Leibniz sulla scoperta del calcolo infinitesimale ebbe inizio dopo un articolo di Leibniz sul numero di maggio 1697 degli Acta Eruditorum, in seguito al quale lo svizzero Fatio de Duillier, sentendosi sminuito per non essere stato incluso nella lista fatta da Leibniz dei maggiori matematici europei, dichiarò che Newton aveva scoperto il calcolo infinitesimale prima di Leibniz, e che probabilmente quest'ultimo aveva beneficiato dei risultati di Newton. La disputa in merito alla paternità della scoperta si fece accesa, con gli articoli degli Acta che parteggiavano apertamente per Leibniz e quelli dell'inglese Transactions of the Royal Society che sostenevano Newton. Mencke cercò di smorzare i toni della disputa, ma le polemiche da entrambe le fazioni furono troppo forti. La disputa spinse gli Acta a esprimere sentimenti di coesione nazionale, definendo la comunità accademica tedesca all'interno del campo d'influenza internazionale.

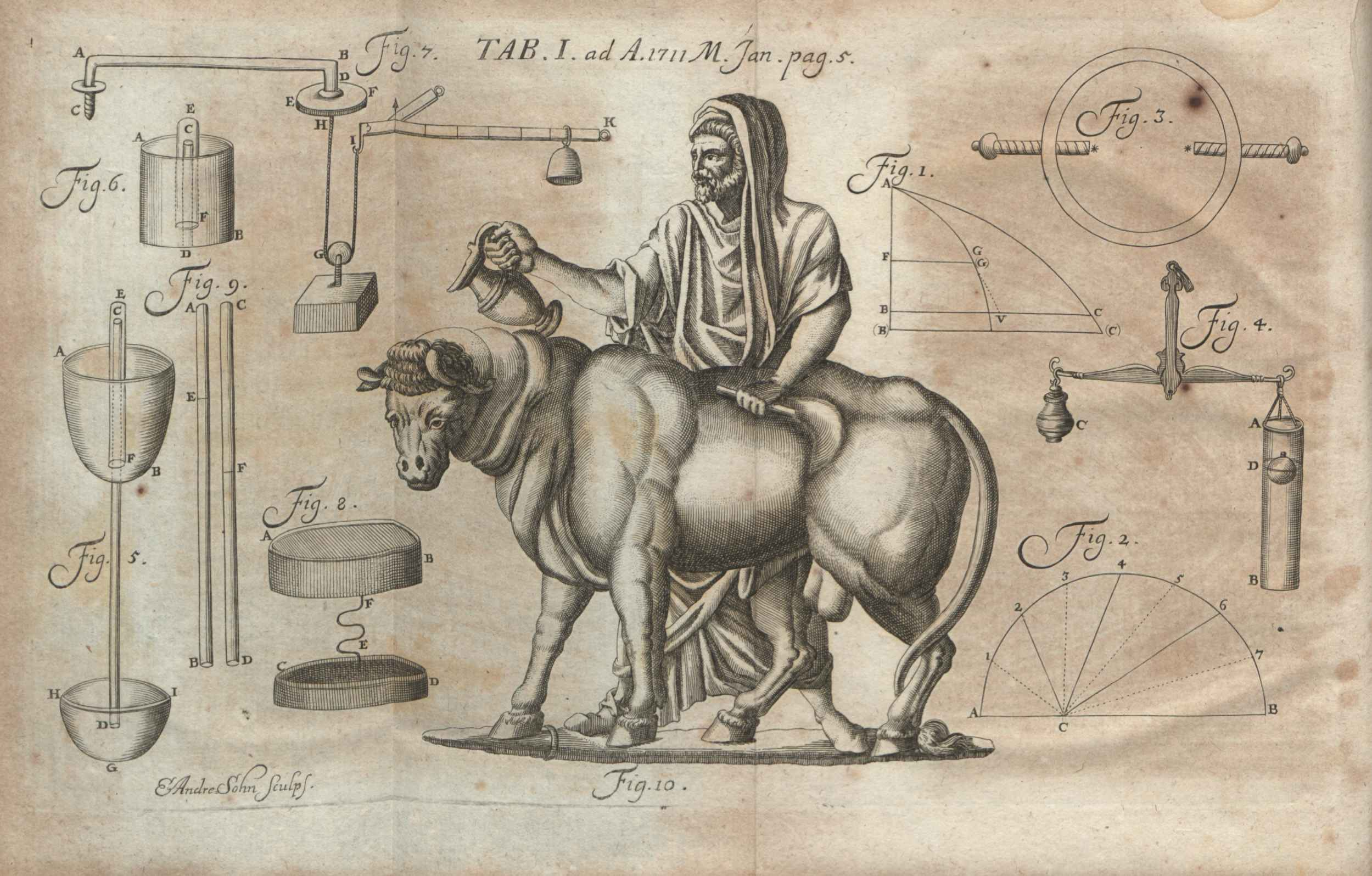
Illustrazione pubblicata negli Acta, gennaio 1711, p.5

Benché il periodico fosse presentato al mondo come il prodotto della paternità collettiva dei Collectores Actorum Eruditorum, la gestione della pubblicazione in realtà rimase stabilmente nelle mani del caporedattore Otto Mencke e poi dei suoi discendenti.
Durante la direzione di Mencke, furono pubblicati negli Acta 4406 contributi, di cui 316 articoli originali. Dopo la sua morte nel 1707, la direzione passò al figlio Johann Burckhardt, alla cui morte nel 1732 succedette il figlio Friedrich Otto. In quell'anno la rivista cambiò nome in Nova Acta Eruditorum; dal 1756 Johanna Catherina Mencke, la vedova di Friedrich Otto (morto nel 1754), ne affidò la direzione a Karl Andreas Bel, docente e bibliotecario all'università di Lipsia.
Le vicissitudini della guerra dei sette anni e la negligenza di Bel causarono gravi ritardi nella pubblicazione mensile dei volumi, tant'è che l'edizione della seconda parte dell'anno 1776 venne pubblicata solo sei anni più tardi, nel 1782. La rivista cessò dunque le pubblicazioni a 100 anni dalla sua fondazione, con 111 annate pubblicate inclusi i supplementi.
Nel 1712 Friedrich Otto Mencke aveva fondato il corrispondente in tedesco degli Acta Eruditorum, i Deutsche Acta Eruditorum che furono specificamente dedicati agli scritti storici e alle polemiche dell'epoca.

## Linee editoriali

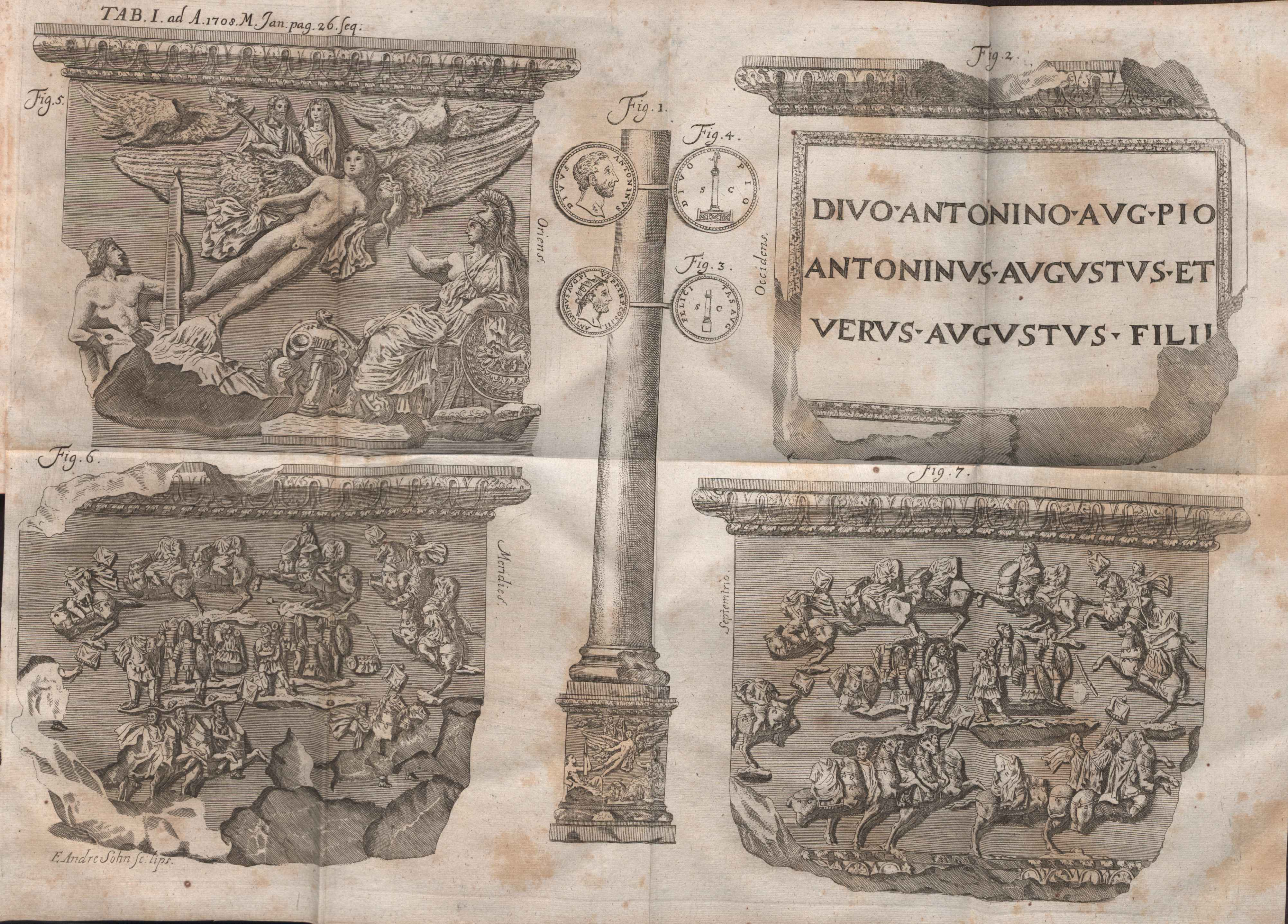
Illustrazione con bassorilievi romani pubblicata nel 1708

Malgrado si trattasse di una rivista tedesca edita a Lipsia, la lingua scelta per la pubblicazione degli Acta fu il latino e non il tedesco: il latino era stato utilizzato per secoli per la saggistica ed era conosciuto da tutti gli intellettuali del mondo occidentale, pertanto era ritenuta la lingua più adatta a comunicare tra persone di numerose nazioni diverse. Vari articoli venivano dunque tradotti in latino da altre lingue per essere pubblicati negli Acta, mentre altri venivano scritti direttamente in latino.
Gli Acta erano considerati a tutti gli effetti un'opera collettiva del gruppo dei Collectores Actorum Eruditorum ("raccoglitori degli atti degli eruditi") e nel frontespizio di ogni volume non comparivano mai i nomi del direttore o dell'editore. 
Le recensioni di opere non venivano firmate, mentre per gli articoli o studi pubblicati si riscontrano approcci più vari: alcuni erano firmati col nome completo, altri riportavano solo le iniziali, ma una parte sostanziale erano anonimi. Solo il ritrovamento di cinque copie commentate con note autografe a margine, sparse in diverse biblioteche tra Germania e Italia, ha consentito agli studiosi tra la fine del Novecento e gli inizi degli anni duemila di ricostruire con buona approssimazione gli autori e revisori di gran parte dei contributi pubblicati fino al 1735.
Parte del compito del direttore - che assommava in un'unica persona anche le funzioni di caporedattore - era di mantenere una indubbia obiettività, avendo la supervisione sulle recensioni delle nuove pubblicazioni, per evitare agli Acta l'accusa di essere espressione di una fazione accademica o religiosa. Così la rivista non solo si adoperò per garantire la massima imparzialità possibile, ma la direzione voleva anche assicurarsi che il suo giornale non sarebbe diventato un campo di battaglia, dal momento che ciò avrebbe finito per danneggiare la sua reputazione di indipendenza. Se un commento provocava involontariamente una risposta piccata, all'attacco dell'avversario veniva risposto in una pubblicazione separata. La cortesia e il rispetto reciproco erano propagandati, virtù altamente apprezzate nella Repubblica delle lettere. Le recensioni ruvide, che mostrassero scherno o critiche aspre erano spesso considerate inappropriate e respinte.

## Contributori

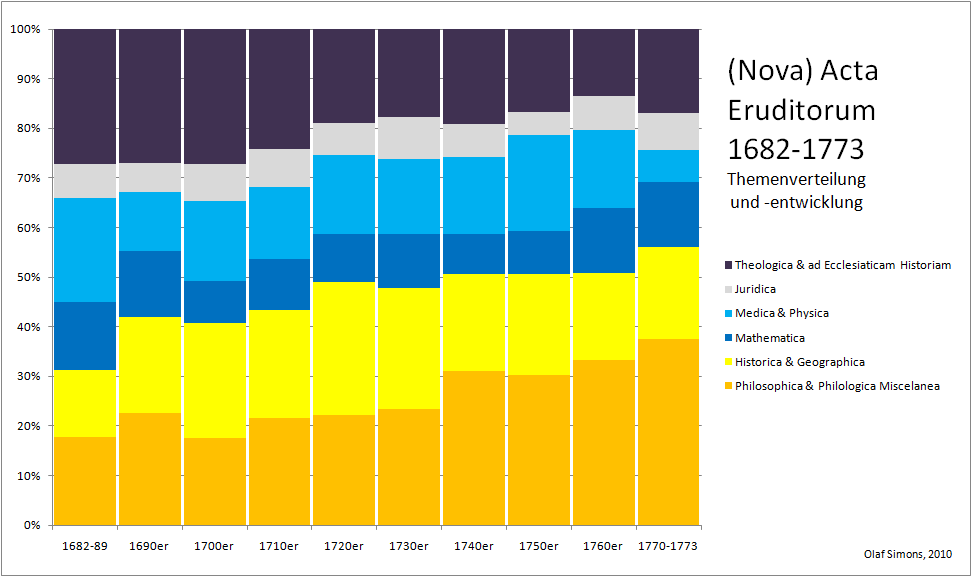
La gamma degli argomenti sviluppati, in base agli indici annuali. Come si può notare la teologia e la storia ecclesiastica (indaco, in alto) diminuirono gradualmente in favore di filosofia e filologia (arancio, in basso).

Fin dal principio numerosi scienziati europei di primo piano pubblicarono negli Acta. Tra questi Johann e Jakob Bernoulli, Robert Boyle, Giovanni Cassini, Humphry Ditton, Eulero, Adam Adamandy Kochański, Pierre Simon Laplace, Jérôme Lalande, Gottfried Leibniz (il cofondatore), John Flamsteed, Edmond Halley, Jakob Hermann, Christiaan Huygens, Denis Papin, Antoni van Leeuwenhoek, Ehrenfried Walther von Tschirnhaus.
Tra i filosofi e umanisti Christian Thomasius, Christian Wolff, Veit Ludwig von Seckendorff, Christian Wagner e Stephan Bergler.

## Pubblicazioni
Le pubblicazioni, inclusi i supplementi, comprendono 111 annate, che vanno dal 1682 al 1776 (il secondo volume del 1776 fu pubblicato in realtà nel 1782).
- Acta Eruditorum (1682-1731) - 50 annate
- Actorum Eruditorum Supplementa (1692-1734) - 10 annate
- Nova Acta Eruditorum (1732-1776/1782) - 43 annate
- Nova Acta Eruditorum Supplementa (1735-1757) - 8 annate